# Siège de Waco
Le siège de Waco est un blocus qui s'est déroulé du 28 février au 19 avril 1993 à la résidence de la secte des « Davidiens » (« Davidians » en anglais) à Elk, près de Waco au Texas (États-Unis). Le siège provoque la mort de 86 personnes : 4 agents du gouvernement et 82 morts parmi les Davidiens, dont 25 enfants et le leader du groupe David Koresh, principalement dans l'incendie qui mit un terme aux 51 jours de siège par les forces de police.
L'affaire est considérée comme l'un des événements les plus catastrophiques de l'histoire américaine contemporaine, Bill Clinton déclarant avoir été « furieux » d'avoir permis ce raid. C'est aussi l'action la plus meurtrière du gouvernement américain contre ses propres citoyens depuis la guerre de Sécession. Les controverses soulevées par la gestion du conflit persistent à ce jour.

## Premier assaut de l'ATF

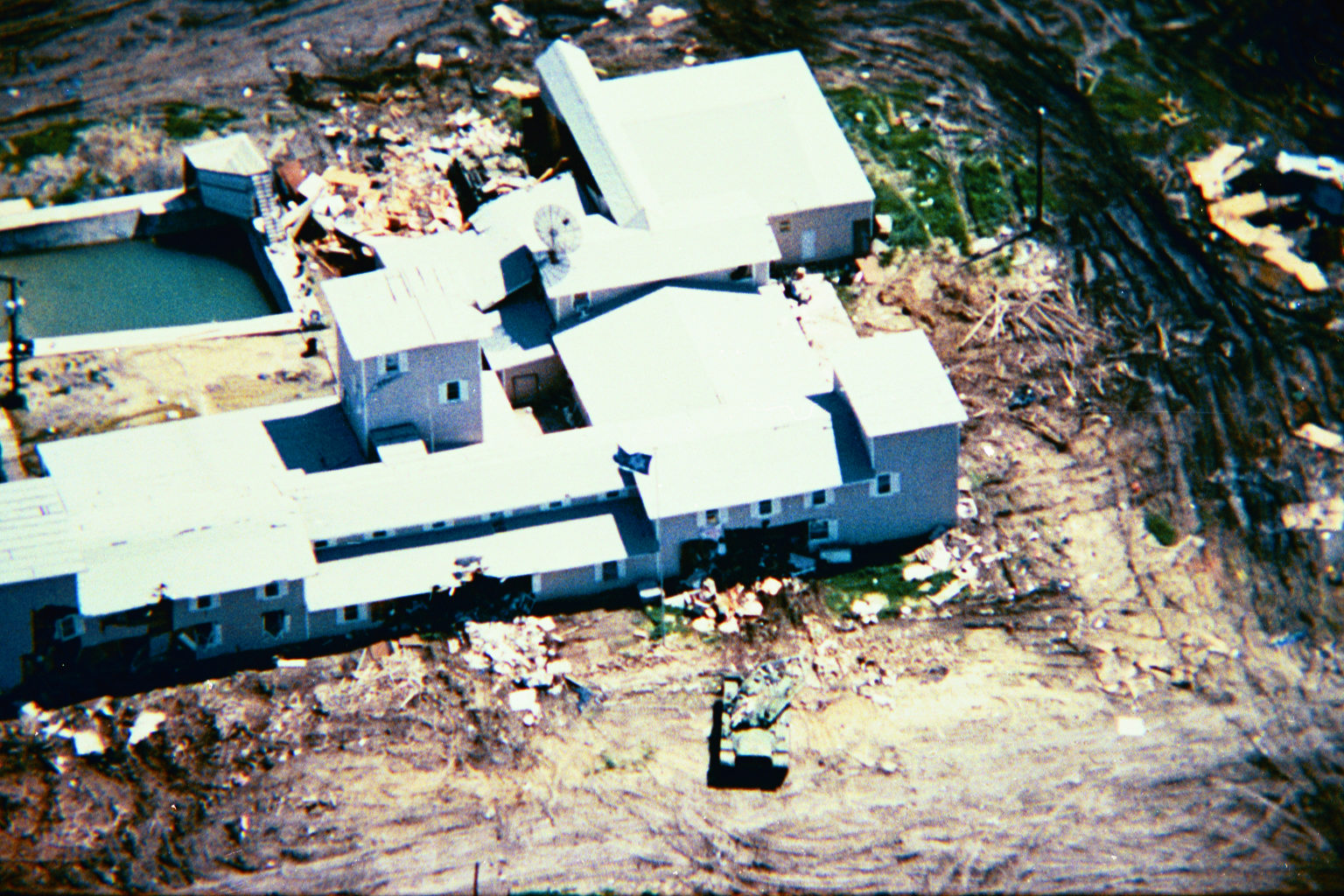
Vue de l'entrée du Mont Carmel, au centre de l'image, où s'est déroulée la première altercation entre les forces de l'ordre et David Koresh à, le 28 février.

Le raid sur Waco est prévu pour le 1er mars 1993 mais trois jours avant, le journal local publie un long article qui révèle que David Koresh est un gourou qui pratique la violence, l'atteinte sexuelle sur mineur et la polygamie.
Le premier raid, dont le nom de code est « Showtime », est donc avancé pour éviter que Koresh ne se braque[pas clair], mais des médias arrivent sur place avant, si bien que Robert Rodriguez[précision nécessaire] envisage d'y renoncer par peur d'un carnage. L'ATF donne tout de même l'assaut le 28 février 1993 à 9 h 45. Un important groupe de l'ATF (au moins 67 agents, voire, selon certaines sources, 76 hommes ainsi que de quatre-vingts véhicules) se positionne autour de la résidence du Mont Carmel. Selon certaines sources, David Koresh se serait alors présenté à la porte avec son beau-père, sans arme, en s'écriant : « Discutons, il y a des femmes et des enfants ici ! ». Selon d'autres, il aurait refermé violemment la porte sur les agents qui lui présentaient le mandat de perquisition. L'ATF déclara en savoir assez sur la personne de Koresh. 
Considérant être dans une impasse, les agents du FBI s'engagent alors dans une nouvelle phase de l'assaut, en procédant régulièrement à de fausses charges de char d'assaut, et en utilisant des sons stridents et des lumières permanentes afin de forcer les occupants à quitter le bâtiment. Par la suite, l'électricité et l'eau sont également coupées. À ce stade, Koresh demande à onze nouveaux[Quoi ?] membres du groupe de quitter le bâtiment.
Plusieurs universitaires, spécialisés dans les questions religieuses et bibliques, commencent alors à intervenir pour alerter les forces de l'ordre, estimant que l'assaut allait conforter Koresh et ses disciples dans leur vision apocalyptique et faire d'eux des martyrs. La tactique policière utilisée est jugée comme une erreur par des sociologues des religions et une cause majeure de la dérive de l'assaut. Ceci est à l'origine d'une réflexion ultérieure sur les méthodes à employer dans ces cas de figure.

## Assaut final du FBI

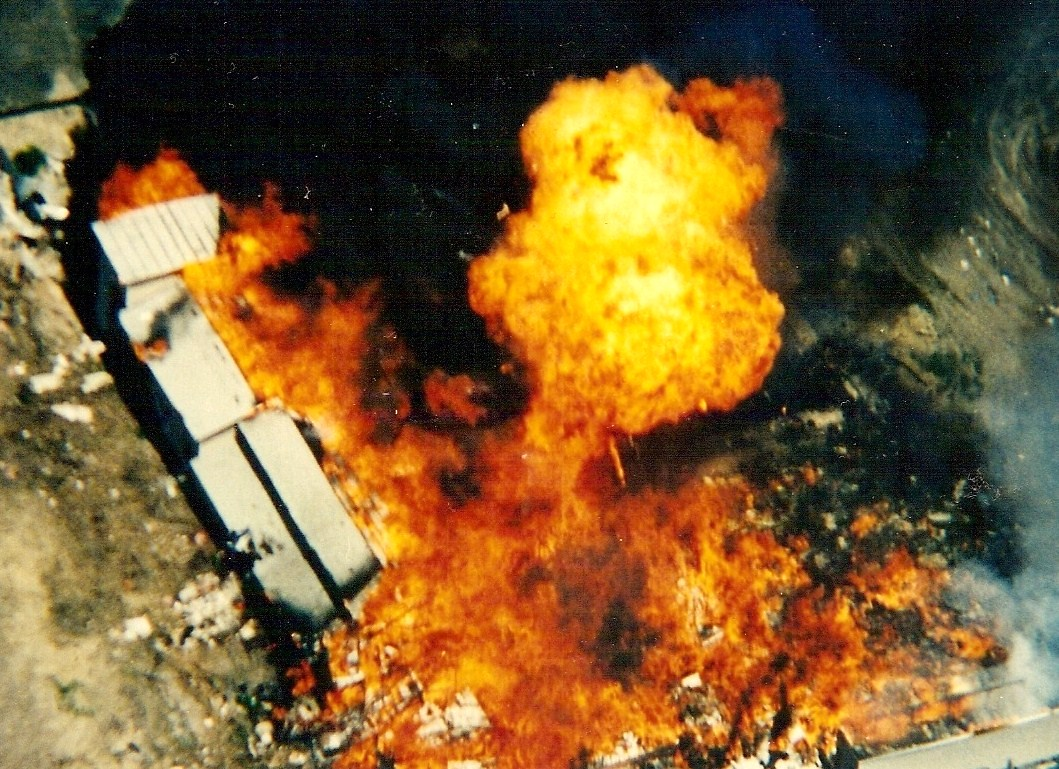
La résidence en flammes entre midi et, le 19 avril 1993.

Après 51 jours, le FBI déclare avoir des informations indiquant que le groupe allait commettre un suicide collectif. La procureur général des États-Unis, Janet Reno, approuve alors l'idée d'un assaut final. Des gaz lacrymogènes sont alors insufflés dans le bâtiment par des chars qui percent des trous directement dans les murs, effondrant quelques façades dans la manœuvre. L'utilisation de ces gaz est critiquée par la suite, puisque, selon certaines sources, le risque mortel pour les jeunes enfants était très élevé,. Mais les occupants trouvent un lieu de repli dans un bunker (qui fait office de garde-manger), où la majorité des corps sont retrouvés par la suite.
À 12 h 7, les premières flammes visibles apparaissent sur le bâtiment. À 12 h 55, le brasier a consumé la totalité du bâtiment.
La thèse du suicide collectif est défendue par le FBI. Les Davidiens survivants et d'autres témoins affirment que ce sont les gaz qui ont mis le feu à l'intérieur. D'autres parlent de grenades à gaz lacrymogène à fonctionnement pyrotechnique, susceptibles de déclencher un incendie, envoyées sur le bâtiment. Cette confrontation des thèses provoque de nombreuses controverses, d'autant plus qu'il fut prouvé que de telles armes avaient effectivement été utilisées, sans qu'il soit cependant jamais démontré que de telles grenades avaient bien déclenché l'incendie général.
À 15 h 45, la mort de David Koresh est confirmée. Certaines photos montrent un impact de balle dans le crâne[réf. nécessaire].

## Bilan
Le bilan humain est de 86 morts, incluant quatre agents de l'ATF, et vingt blessés. Neuf Davidiens survivent à l'attaque et sont ensuite condamnés pour possession illégale d'armes. Les familles des victimes portent plainte contre le gouvernement des États-Unis et d'autres organes officiels, mais elles sont déboutées.
L'ATF est sévèrement critiqué à la suite de l'assaut, à la fois sur le contenu du mandat de perquisition, d'arrêt et sur les méthodes (en particulier l'utilisation d'hélicoptères).
La destruction par le FBI des restes du bâtiment, le 12 mai 1993,, moins d'un mois après l'assaut final, est généralement jugée suspecte alors qu'aucune enquête sur les lieux n'avait encore été conduite,.
La cause de l'escalade de violence et l'origine des premiers tirs ne sont pas élucidées,. Aucune des enquêtes contradictoires n'a pu déterminer précisément ce qui s'est passé ce jour-là, d'autant plus que les médias avaient été tenus à distance.
Malgré les controverses qui n'ont pas cessé jusqu'à nos jours, le fait que des Davidiens aient utilisé leurs armes contre l'ATF et le FBI n'est pas discuté. Il est estimé également que des erreurs tactiques et psychologiques, ainsi que la pression que subissaient les forces de l'ordre, ont joué une part dans la fin tragique de ce qui devait, au départ, être une simple perquisition.
L'autopsie des corps retrouvés dans la résidence ouvre un nouveau débat : selon certaines sources, elle démontre que plusieurs enfants étaient morts à cause des gaz lacrymogènes ou que la probabilité est très grande, que plusieurs adultes étaient morts de balles dans la tête, et que d'autres avaient eu le crâne fracassé. La responsabilité de ces assassinats n'a pas été clairement attribuée. Des images montreraient une escouade de forces d'intervention qui serait entrée dans le bâtiment pendant l'incendie et ressortie rapidement ensuite et des échanges de tirs auraient eu lieu à ce moment-là. Certains Davidiens survivants soutiennent que ce groupe avait été envoyé pour abattre Koresh et ses proches collaborateurs.[réf. nécessaire]
La présence d'officiers de la Delta Force ainsi que de membres du Special Air Service britannique auprès de Janet Reno lors de l'étude des plans d'assaut et sur le lieu de la tragédie, a alimenté le doute,, mais on ignore toujours le rôle exact qu'ils ont joué. Janet Reno a déclaré prendre « l'entière responsabilité de la catastrophe », en particulier concernant l'usage des gaz lacrymogènes alors que des pressions politiques voulaient qu'elle attribue la responsabilité au président Bill Clinton,.

## Suites du siège

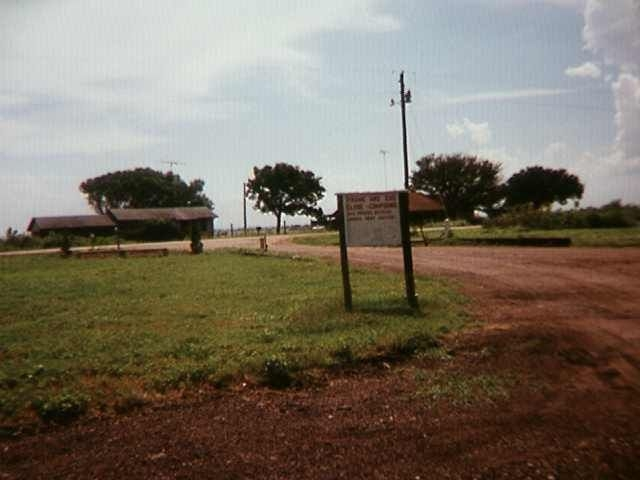
Entrée de la propriété du Mont Carmel en 1997.

Un sondage du magazine Time d'août 1999 indiquait que 61 % des Américains étaient persuadés que les forces de l'ordre avaient déclenché l'incendie à la résidence, et non les Davidiens comme le dit la version officielle.
Timothy McVeigh déclara avoir commis l'attentat d'Oklahoma City notamment en réaction au siège de Waco,. Son attentat fut commis le 19 avril 1995, deux ans, jour pour jour, après la fin du siège.
Le 13 juillet 1995, le département du Trésor fait connaître la liste des armes détenues par les davidiens, certaines étaient des armes automatiques, des grenades et accessoires d'arme obtenus illégalement.
Deux superviseurs des ATF, Chuck Sarabyn et Phillip Chojinacki, ont été licenciés avant d'être réintégrés quelque temps plus tard à un rang inférieur. Aucun agent du FBI n'a été sanctionné. Huit davidiens ont été condamnés, sept reçurent des peines de prison de quarante ans et le huitième, cinq ans. Un neuvième survivant, Kathy Schroeder, ne fut condamné qu'à trois années de prison après avoir accepté de témoigner contre les davidiens.

## Analyses ultérieures

### Point de vue des sociologues
Dans Learning Lessons From Waco: When the Parties Bring Their Gods to the Negotiation Table (Tirer les leçons de Waco, quand chaque partie apporte ses dieux à la table des négociations), rédigé après deux ans de lecture de la transcription des dialogues des négociateurs avec David Koresh et d'autres davidiens, l'universitaire Jayne Seminare Docherty souligne que les parties en présence dans le débat sur le siège sont en désaccord total sur les raisons de l'échec. Selon elle, la cause principale est la différence de « vision du monde » des deux camps. De ce fait, les négociateurs n'auraient pas vraiment écouté les requêtes des davidiens, et rejeté « les allusions symboliques et les narrations » comme des éléments inutiles de la discussion. Elle explique que les négociateurs « utilisèrent les tactiques standards de négociation de la police » avec des individus qui ne voulaient pas défendre le libre arbitre, mais la soumission à ce qu'ils pensaient être la volonté de leur Dieu. Koresh répondait aux négociateurs qui l'interrogeaient sur des questions pratiques : « Vous ne voulez pas entendre les paroles de mon Dieu ». En débattant de théologie avec Koresh, tentant de démontrer qu'il se trompait, les négociateurs ont, selon elle, radicalisé la situation. Jayne Seminare Docherty affirme qu'il y aura d'autres « Waco » et qu'une leçon doit donc être tirée de la catastrophe. Elle propose plusieurs réflexions incluant la nécessité d'étudier d'autres visions du monde et une adaptation à de nouveaux « comportements militants », par l'incorporation d'experts en religion dans les processus de négociation. Elle souligne également que tout le monde soutenait la décision d'un assaut le 19 avril mais, une fois les « passions apaisées » et que « toute l'horreur des victimes est apparue », le sentiment du grand public américain a radicalement changé.
L'ouvrage From the Ashes: Making Sense of Waco (Sur les cendres : donner un sens à Waco) rapporte le point de vue de quarante-cinq auteurs sur l'affaire. Leur critique porte principalement sur la « mauvaise tactique » adoptée par les forces de l'ordre, évoquant un massacre à « Waco Corral » voire un meurtre de masse. Selon James D. Tabor, dans l'ouvrage Why Waco?: Cults and the Battle for Religious Freedom in America, « Le problème à Waco aurait pu être géré différemment et se conclure positivement. Ce n'est pas une spéculation sans fondement ni un vœu pieux, c'est l'opinion des juristes qui ont passé du temps avec les davidiens et des sociologues des religions ». Pour Stuart A. Wright, dans Armageddon in Waco: Critical Perspectives on the Branch Davidian Conflict, « Les événements au Mont Carmel étaient aussi prévisibles qu'ils auraient pu être évités. Mais d'autres Waco pourraient se reproduire si nous échouons à comprendre les forces à l’œuvre dans la violente confrontation entre la secte et l'État. » Il mentionne également l'opinion que la perquisition aurait pu être faite en l'absence de Koresh, qui se déplaçait souvent hors de la communauté, ce qui « aurait pu éviter ainsi un bain de sang. » David Thibodeau, un des neuf davidiens survivants, dans son livre intitulé A place called Waco: a survivor's story (« Un lieu appelé Waco : l'histoire d'un survivant ») détaille les raisons qui ont pu le pousser, lui « et d'autres personnes intelligentes », à croire que Koresh était « inspiré par Dieu » mais il reporte cependant la responsabilité de la tragédie et, en particulier, de l'incendie final, sur l'action gouvernementale.

### Commission d'enquête sur la tragédie de Waco, juillet 1995
La commission d'enquête a procédé à des auditions deux ans plus tard afin de répondre aux questions qui se posaient sur d'éventuelles erreurs de la part des autorités, en particulier concernant l'incendie fatal et l'usage controversé des gaz lacrymogènes en la présence d'enfants en bas âge.
- La question « qui a déclenché le feu ? » était un élément crucial de l'enquête et un débat qui avait gagné le grand public. Le sénateur Charles Schumer répond que les enregistrements audios démontrent qu'il y a eu des discussions au sein de la communauté du Mont Carmel pendant le siège sur le fait de « répandre de l'essence » et « d'allumer un incendie » et que les autres thèses sont des théories du complot. Ed Bryant, s'interroge alors, avec l'existence d'un système d'écoute chez les davidiens, renseignant les autorités sur ce qui se disait à l'intérieur, sur les raisons qui ont conduit les forces de l'ordre à ne pas interrompre l'assaut et la propagation des gaz lacrymogènes alors que l'information d'un suicide collectif leur était transmise par ce biais. La réponse donnée fut que l'information n'avait pas remonté la chaîne de commandement et ne se trouve pas dans le journal des événements[47].
- La question de l'exposition des enfants aux gaz lacrymogènes et de la connaissance scientifique et médicale des risques d'un tel acte était un autre élément du débat, avec des commentaires contradictoires sur les effets secondaires, certains mettant en avant des études scientifiques qui indiqueraient que les effets n'étaient pas plus importants sur les enfants que sur les adultes, et d'autres que le risque était suffisamment significatif pour que la décision de les utiliser ne soit pas prise[48].

### Point de vue du président Clinton
Bill Clinton, alors président des États-Unis, reçoit la procureur Janet Reno le soir du 18 avril avant la décision de l'assaut. Elle demandait le feu vert du président pour un assaut militaire et l'usage de gaz lacrymogènes. Il déclare avoir d'abord suggéré d'utiliser une méthode « qui avait abouti à une conclusion pacifique en Arkansas » (où il avait été gouverneur, référence au siège du 20 avril 1985 à Elijah, résidence du groupe The Covenant, The Sword, and the Arm of the Lord (en)). Selon sa biographie, il rapporte que Janet Reno lui aurait déclaré que tout le monde avait fait preuve de patience et que le coût du siège s'élevait à un million de dollars américains par semaine. Clinton déclare « concéder que s'il n'y avait pas d'autre solution, elle pouvait lancer l'opération ». Voyant les flammes à la télévision, le lendemain, Clinton se souvient avoir pensé que « par deux fois, il s'était rangé à des avis contraires à son intuition » et en conséquence « être furieux contre lui-même » pour « avoir donné mon assentiment à ce raid auquel je ne croyais guère ». Il conclut que « peut-être, pour ma part, ne m'étais-je pas fié à mon instinct en raison du climat hostile qui régnait à Washington ».

## Dans la culture

### Jeu vidéo
- La maison d'oncle Dave dans Postal 2 est prise d'assaut conjointement par le FBI et l'ATF, le cas du char enfonçant le pan du mur du gymnase et le plan de la maison y sont calqués à l'identique.
- La carte "Oregon" dans Rainbow Six Siege ressemble à s'y méprendre à la maison du Mont Carmel, la seule différence étant l’environnement extérieur.
- La secte des Altruistes dans Grand Theft Auto V rappelle la forteresse de Waco dans son apparence et sa localisation.
- Le gourou apocalyptique Joseph Seed dans Far Cry 5 possède de nombreux points communs, notamment la ressemblance physique, avec David Koresh.

### Cinéma
- The Big Lie (Le Grand Mensonge) de Linda Thompson[50], avocate, vise à dénoncer les abus des forces de l'ordre.
- Embuscade à Waco[51], soutient la version des forces de l'ordre.
- Le 51e jour (Day 51)[52].
- Waco: The Rules of Engagement[53] reçut un Emmy Award en 1997 et nommé aux Oscars la même année
- Waco : A New Revelation[54].
- Inside Waco, Neil Rawles, Channel 4, 2007[55]
- Waco / dans l'enfer d'une secte, dans Un jour, Une heure 29 août 2007, présenté par Laurent Delahousse. Un film de Paul Degénève[56]
- Crazy Rulers of the World, part.2 : Funny torture, Jon Ronson, 2003. Il formule l'hypothèse selon laquelle l'émission de sons stridents (musique, mise à morts d'animaux) lors du siège était inspiré par les travaux du First Earth Battalion.
- Red State (2011) de Kevin Smith
- Thriller Arlington Road (de Mark Pellington, 1999), avec Jeff Bridges et Tim Robbins, s'inspire librement du siège de Waco et de l'attentat d'Oklahoma City.
- Waco est cité dans le film 10 Cloverfield Lane de Dan Trachtenberg, en 2016.

### Télévision
- In the Line of Duty: Ambush in Waco (La secte de Waco), téléfilm de Dick Lowry de 1993 avec Timothy Daly et William O'Leary.
- L'épisode 8 de la saison 3 de South Park (Deux Hommes nus dans un jacuzzi) revient sur la tragédie de Waco. La trame de l'épisode est calquée sur l'histoire de la catastrophe ; elle en constitue une parodie. Le siège de Waco semble aussi avoir inspiré Les Super Meilleurs Potes.
- L'épisode 3 de la saison 4 d'Esprits criminels (En cercle fermé). Le scénario de l'épisode se base (librement) sur la tragédie.
- L'épisode 5 de la saison 4 de la série X-Files : Aux frontières du réel (The X-Files), Le Pré où je suis mort, est fortement inspiré du siège de Waco. Une référence explicite y est faite à travers une réplique du directeur adjoint Skinner, qui le cite comme un exemple à ne pas reproduire.
- Waco[57], série télé de 2018, avec Michael Shannon et Taylor Kitsch dans le rôle de David Koresh.
- L'épisode 2 de la saison 3 de la série Stargate SG-1, Seth, est fortement inspiré du siège de Waco. Une référence explicite y est faite à travers une réplique de Jack O'Neill, qui cite comme un exemple à ne pas reproduire.
- L'épisode 4 de la saison 1 de la série Manhunt, la procureur Janet Reno y fait référence en mentionnant ses regrets vis-à-vis de sa propre gestion de l'affaire.
- Waco: The Aftermath, mini-série de 5 épisodes en 2023. avec Michael Shannon et Alex Breaux dans le rôle de Timothy McVeigh

### Musique
- La chanson de Machine Head - Davidian, extraite de l'album Burn My Eyes traite de la tragédie.
- La chanson de No Use for a Name – 51 Days, extraite de l'album ¡Leche con Carne! (en) – traite également de la tragédie.
- La chanson de Cavalera Conspiracy - Burn Waco, extraite de l'album Blunt Force Trauma, traite de la tragédie.
- La chanson de Dream Theater - In The Name of God, extraite de l'album Train of Thought, évoque également le siège de Waco.
- La chanson de Boards of Canada - 1969, extraite de l'album Geogaddi, évoque David Koresh et Amo Bishop Roden (en).
- La chanson de Jedi Mind Tricks - Blood In Blood Out, extraite de l'album Visions of Gandhi, évoque David Koresh.
- La chanson de Ulver - Apocalypse 1993, extraite de l'album Flowers of Evil, évoque la secte et le siège.

### Livres
- La quatrième et dernière partie du livre Dans la splendeur des lis (1996) de John Updike est directement inspirée de la secte davidienne de Koresh et du siège de Waco[58].
- Le livre de Will Hill, Par le feu (After the Fire, 2018), qui raconte l'histoire de Moonbeam, adolescente rescapée d'un incendie mais surtout de la « Base » dirigée par le père John, est aussi inspiré de la tragédie.
- Scrap Metal (2020) de Jana Rouze reprend des éléments du siège de Waco[59].

### Radio
- Christophe Hondelatte, « Le siège de Waco », émission Hondelatte raconte sur Europe 1, 3 novembre 2016
- Jacques Pradel, Les fanatiques, émission L'Heure du crime sur RTL, 18 juin 2015
- Fabrice Drouelle, Waco : une secte dans l'enfer des flammes, émission Affaires sensibles sur France Inter, 4 mai 2016